# 土方洋一
土方 洋一（ひじかた よういち、1954年 - ）は、日本の日本中古文学研究者。広島県生まれ。青山学院大学文学部日本文学科教授をへて、同大名誉教授。学位は、文学博士（東京大学・2001年）（学位論文『源氏物語のテクスト生成論』）。

## 学歴
- 1977年 東京大学文学部国文科卒業
- 1980年 東京大学大学院人文科学研究科国語国文学専攻修士課程修了
- 1982年 東京大学大学院人文科学研究科国語国文学専門課程博士課程単位取得済中途退学

## 職歴
- 鶴見大学女子短期大学部国文科専任講師

- 青山学院大学文学部日本文学科専任講師（1986～1988年）

- 青山学院大学文学部日本文学科助教授（1988～1998年）

- 青山学院大学文学部日本文学科教授（1998～2023年）

## 著書
- 『源氏物語のテクスト生成論』笠間書院 2000.6
- 『物語史の解析学』風間書房 2004.10
- 『日記の声域―平安朝の一人称言説―』右文書院 2007.3
- 『物語のレッスン』青簡舎 2010.6
- 『研究室は今日も上天気 卒業生と作るホームページ』青簡舎, 2016.3
- 『枕草子つづれ織り 清少納言、奮闘す』花鳥社, 2022.1

### 共編著
- 『物語の千年―源氏物語と日本文化』高橋亨,小嶋菜温子共著 森話社 1999.11
- 『仲間と読む源氏物語ゼミナール』高田祐彦共著 青簡舎 2008.6
- 『国家と言語―前近代の東アジアと西欧―』(青山学院大学総合研究所叢書) 渡辺節夫共編著 弘文館 2011.3
- 『「古典を勉強する意味ってあるんですか？」ことばと向き合う子どもたち』編 青簡舎 2012.5
- 『高校生からの古典読本』岡崎真紀子,千本英史,前田雅之共編著 平凡社ライブラリー 2012.11
- 『物語の言語 時代を超えて 2011年パリ・シンポジウム』寺田澄江,小嶋菜温子共編著 青簡舎 2013.2
- 『新時代への源氏学』全10巻　助川幸逸郎,立石和弘,松岡智之共編. 竹林舎, 2014-17

## 受賞・学術賞
- 青山学院学術褒賞(『物語史の解析学』風間書房)(学校法人青山学院) 2006.10
- 平成22年度日本学術振興会特別研究員表彰